# Haïvoron
Haïvoron (en ukrainien : Гайворон) ou Gaïvoron (en russe : Гайворон) est une ville de l'oblast de Kirovohrad, raïon de Holovanivsk, en Ukraine. Sa population s'élevait à 14 000 habitants.

## Géographie
Haïvoron est située au sud du Boug méridional, à 176 km à l'ouest de Kropyvnytskyï, elle possède une gare ferroviaire.

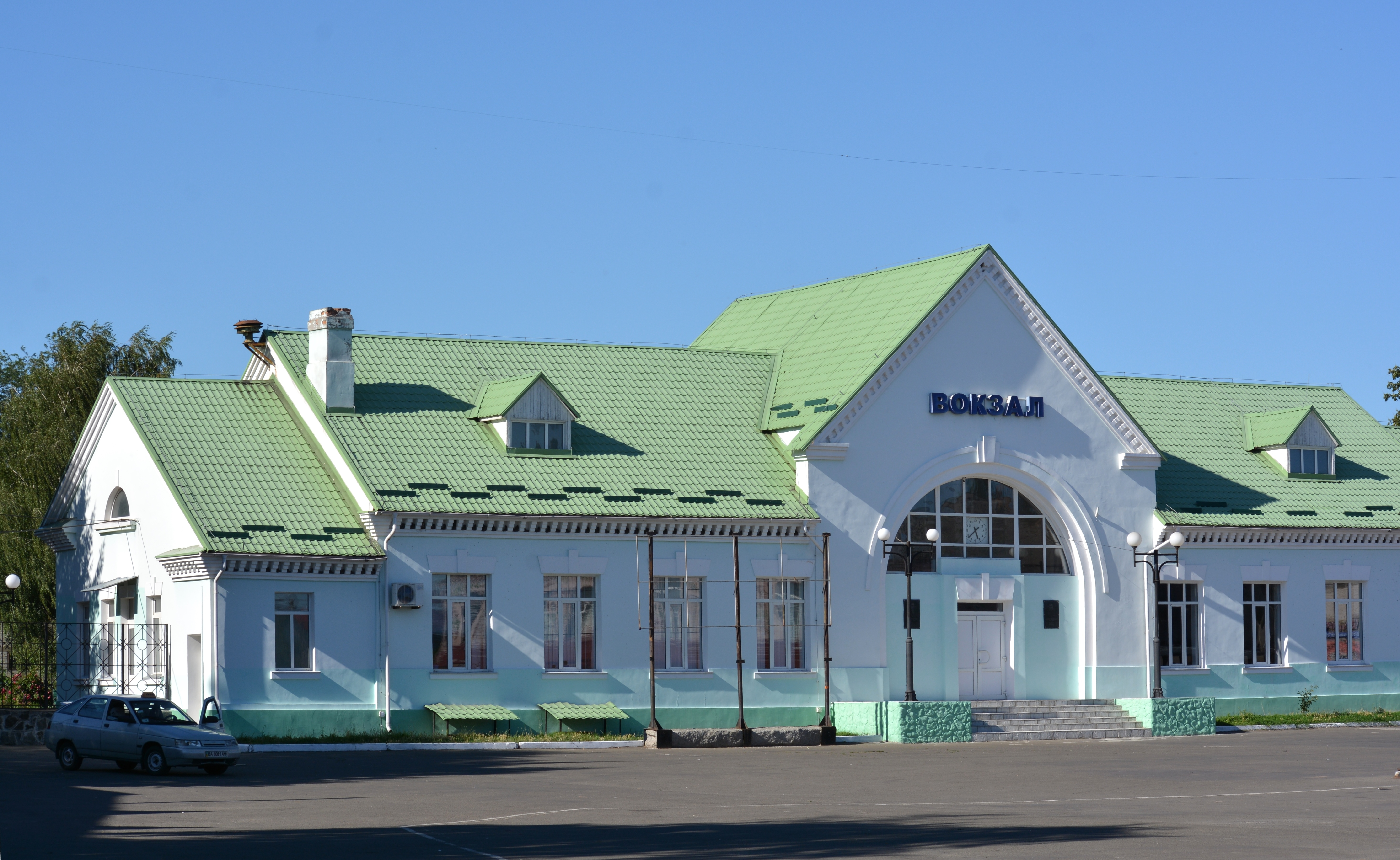
La gare classée.

## Histoire
Haïvoron est fondée sur la rive sud du Boug au XVIIIe siècle comme un lieu d'hivernage des Cosaques. Elle a le statut de ville depuis 1949. C'est aujourd'hui un carrefour ferroviaire.

## Population
Recensements (*) ou estimations de la population :
| 1923* | 1926* | 1939* | 1959*  | 1970*  | 1979*  |
| ----- | ----- | ----- | ------ | ------ | ------ |
| 543   | 1 253 | 9 256 | 13 119 | 14 371 | 15 544 |

| 1989*  | 2001*  | 2010   | 2011   | 2012   | 2013   |
| ------ | ------ | ------ | ------ | ------ | ------ |
| 16 520 | 16 126 | 15 454 | 15 335 | 15 277 | 15 214 |